# Andròmeda XIX
Andromeda XIX (And XIX, LEDA 5056919) és una galàxia satèl·lit de la galàxia d'Andròmeda (M31), membre del Grup Local, com la galàxia de la Via Làctia. Andròmeda XIX es considera "la galàxia nana més estesa que es coneix en el Grup Local", i s'ha demostrat que té un radi de mitja llum d'1,7 quiloparsecs (kpc). Va ser descobert pel Telescopi Canadà-França-Hawaii i es creu que és una galàxia nana.

## Història
La vigilància realitzada durant l'ús del MegaPrime/MegaCam 1 deg2 (càmera) del telescopi Canadà-França-Hawaii (CFHT) havia fet un mapa de l'halo estel·lar de la Galàxia d'Andròmeda (un quart) de fins a ~ 150 kpc. L'estudi, havia confirmat l'aglomeració de l'halo estel·lar d'Andròmeda, havia demostrat l'existència de múltiples galàxies nanes. Inclouen: Andròmeda XI, XII, XIII, XV, XVI, XVIII, XIX i XX.